# Neckarauer Übergang
Der Neckarauer Übergang ist eine Straßenbrücke in Mannheim, die etwa ein Kilometer östlich des Hauptbahnhofs über dessen Zufahrtsgleise von Rheintalbahn und Riedbahn führt. Er verbindet die Stadtteile Lindenhof, Almenhof, Neckarau auf südlicher mit Schwetzingerstadt/Oststadt und der B 37 auf nördlicher Seite.

## Geschichte
Der Neckarauer Übergang wurde am 30. März 1887  dem Verkehr übergeben. Auf dem Mannheimer Stadtplan von 1890 sind ansteigende Auffahrten (Rampen) mit einem Überführungsbauwerk als Verbindung zwischen Schwetzinger Straße und Neckarauer Straße eingezeichnet. Darunter verliefen die 1840 eröffnete Bahnstrecke Mannheim–Heidelberg als Teil der Rheintalbahn, die 1870 errichtete Bahnstrecke Mannheim–Rastatt über Schwetzingen nach Karlsruhe und die 1880 fertiggestellte Riedbahn über Mannheim-Käfertal nach Frankfurt. Die Trassenführung der Straße entsprach von der Schwetzinger Straße kommend etwa schon dem heutigen Verlauf.
1903 wurde die Straßenbahnstrecke Schwetzingerstadt Viehhofstraße–Neckarau Bahnhof in Betrieb genommen (→ siehe Artikel Straßenbahn Mannheim/Ludwigshafen).
Ab 1933 erfolgte eine Erneuerung der Brücke. Die Eisenkonstruktion wurde durch die Reichsbahn, die neuen Widerlager, der Rampenumbau und der Brückenbelag durch die Stadt ausgeführt. Diese 1935 fertiggestellte Stahlfachwerkbrücke wurde im Zweiten Weltkrieg beschädigt und in den 1950er Jahren saniert. 2008  musste sie wegen fortschreitender Korrosionsschäden durch Abriss Platz für ein Nachfolgebauwerk machen. Für die insgesamt 28 Monate der Baumaßnahme war unmittelbar daneben eine provisorische Brücke errichtet worden.

## Aktuelle Brücke

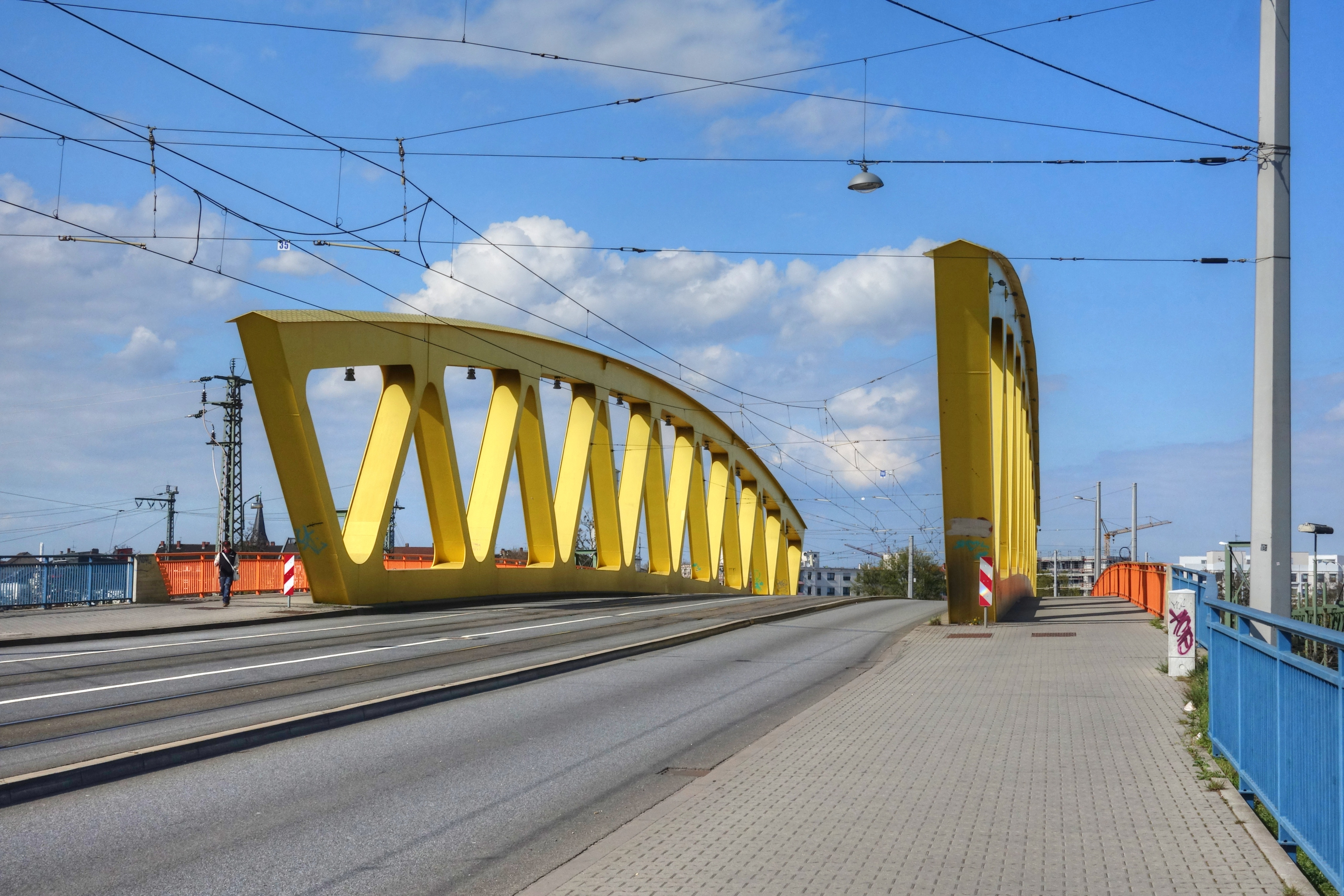
Brückenauffahrt, Neckarauer Seite

Seit Juni 2009 ersetzt an gleicher Stelle die vom Frankfurter Architekturbüro Speer entworfene neue Stahlfachwerkbrücke die alte Konstruktion. Da sie sechs Meter breiter ist, konnte in der Straßenmitte ein separater Gleiskörper für Straßenbahnen und Busse eingerichtet werden. Außerdem kann sie mit nun 6,20 Meter Durchfahrtshöhe über den Gleisen der Bahn von Zügen in höherer Geschwindigkeit unterfahren werden.

## Anbindung an die Südtangente
Im Sommer 2012 wurde die Verkehrsführung an der Südrampe des Neckarauer Übergangs mit neuer Straßenbahnhaltestelle Hochschule geändert sowie eine von und zur Südtangente (B 36) führende Auf- und Abfahrt realisiert. Die Maßnahmen erfolgten im Rahmen des Projekts Glückstein-Quartier zur Anbindung an die zwischen Victoria-Turm und Fahrlachtunnel entlang der Bahn neu trassierte Südtangente.